# Il Mulino
La Società editrice il Mulino è una casa editrice italiana attiva nel campo della saggistica e della manualistica.

## Storia

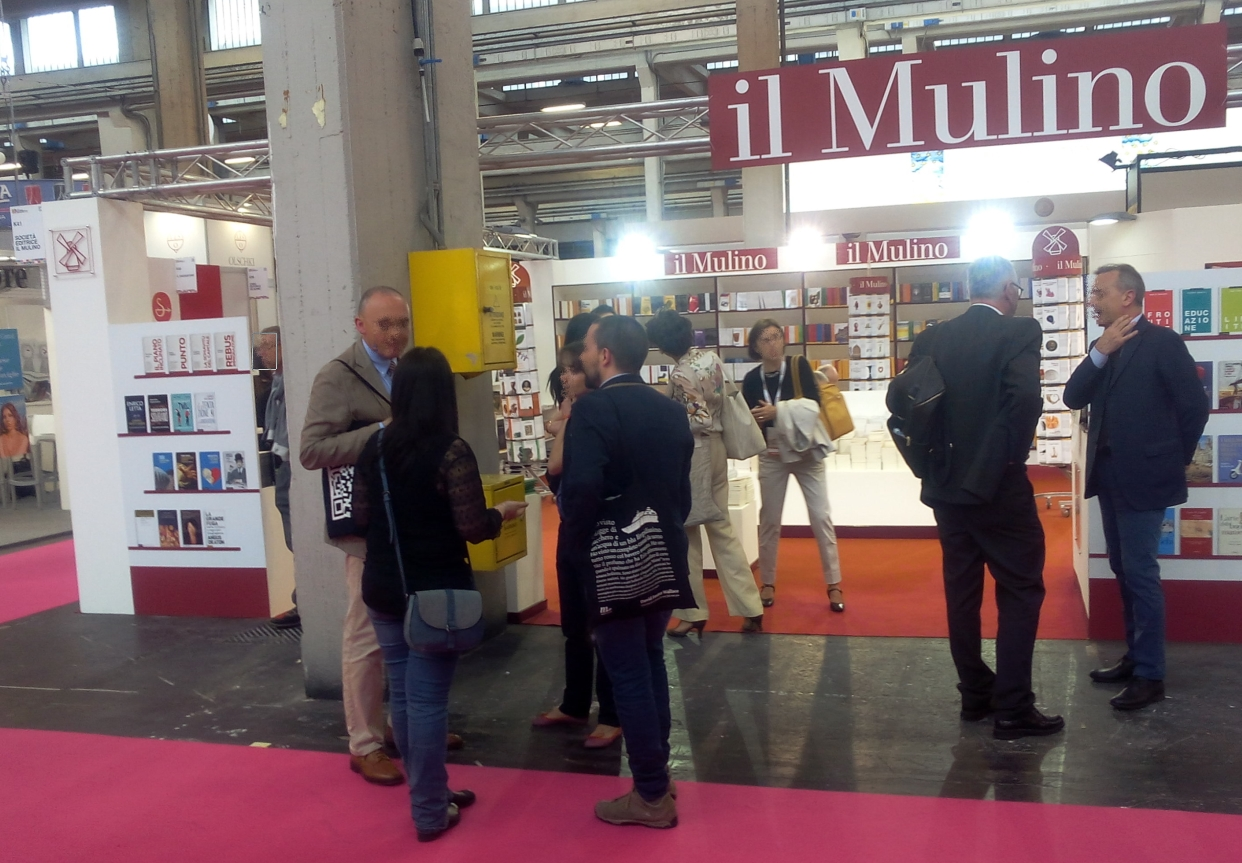
Salone del libro di Torino edizione 2017: stand dell'editore.

Con sede a Bologna, è stata costituita nel 1954 per iniziativa del gruppo promotore della rivista il Mulino. Il pacchetto azionario è di proprietà della Poligrafici «il Resto del Carlino», la società che stampa il quotidiano bolognese.
Alla fine dell'anno 1964 la Poligrafici cede il pacchetto azionario al comitato di direzione della rivista «il Mulino» ed esce dalla società. Dal 1965 il nuovo proprietario della casa editrice è l'Associazione di cultura e politica «Il Mulino», un consesso di studiosi che da allora coordina tutte le attività del gruppo. L'associazione detiene la maggioranza assoluta delle quote sociali ed elegge gli organi direttivi sia della casa editrice che della rivista. Dal 1965 al 2008, anno della sua improvvisa scomparsa, la carica di direttore editoriale della casa editrice è stata ricoperta da Giovanni Evangelisti, che all'impresa ha dato un forte impulso, sia dal punto di vista culturale sia sotto il profilo commerciale.
L'associazione «Il Mulino» ha il controllo della società finanziaria Edifin, che gestisce il marchio editoriale (cui fa capo anche la rivista Il Mulino). I membri dell'associazione sono settanta. Tra gli autori che, nei primi anni di vita della casa editrice, ne hanno segnato l'indirizzo, si ricordano, tra gli stranieri Karl Barth, Hans Kelsen, Karl Mannheim, Paul Ricœur e René Wellek, e tra gli italiani Sabino Acquaviva, Francesco Compagna, Giorgio Galli, Nicola Matteucci, Paolo Rossi, Giovanni Sartori, Antonio Santucci e Altiero Spinelli. A fine 2009 i titoli in catalogo erano 4.190.
Tra le principali collane si ricordano: Biblioteca storica, Collezione di testi e di studi, Contemporanea, Intersezioni e Saggi.

## Le riviste de il Mulino
- il Mulino - bimestrale di cultura e di politica
- Equilibri - semestrale per lo sviluppo sostenibile
- Nuova informazione bibliografica - trimestrale
- Studi Culturali - quadrimestrale
- La Cultura - quadrimestrale di filosofia, letteratura e storia
- Intersezioni - quadrimestrale di storia delle idee
- Quaderni storici - quadrimestrale
- Contemporanea - rivista trimestrale di storia dell'800 e del '900
- Ricerche di storia politica - quadrimestrale a cura del Centro Ricerche di storia politica
- Rivista di storia economica - quadrimestrale
- Le Carte e la Storia - rivista semestrale di storia delle istituzioni
- Rivista di filosofia - quadrimestrale
- Iride - quadrimestrale di filosofia e discussione pubblica
- Ragion pratica - semestrale
- Filosofia politica - quadrimestrale
- Lingua e stile - semestrale
- Lingue e linguaggio - semestrale
- Strumenti critici - quadrimestrale di cultura e critica letteraria
- Musica e storia - quadrimestrale a cura della Fondazione Levi
- Giornale italiano di psicologia - trimestrale
- Psicologia sociale - quadrimestrale
- Psicologia clinica dello sviluppo - quadrimestrale
- Sistemi intelligenti - quadrimestrale di scienze cognitive e intelligenza artificiale
- Rassegna italiana di sociologia - trimestrale fondato da Camillo Pellizzi
- "L'Avventura. International Journal of Italian Film and Media Landscapes" - semestrale
- Scuola democratica - quadrimestrale di Sociologia dell'educazione e pedagogia
- Etnografia e ricerca qualitativa - quadrimestrale
- Polis - quadrimestrale di ricerche e studi su società e politica in Italia
- Stato e mercato - quadrimestrale di analisi dei meccanismi e delle istituzioni sociali, politiche ed economiche
- Autonomie locali e servizi sociali - vademecum quadrimestrale di orientamento e documentazione
- Problemi dell'informazione - trimestrale di media e comunicazione
- Comunicazione politica - quadrimestrale
- Rivista italiana di scienza politica - quadrimestrale
- Rivista italiana di politiche pubbliche - quadrimestrale
- Tendenze nuove - materiali di lavoro su sanità e salute della Fondazione Smith Kline
- Rivista italiana degli economisti - quadrimestrale della Società italiana degli economisti
- Economia politica - quadrimestrale di teoria e analisi
- Politica economica - quadrimestrale di studi e ricerche per la politica economica
- Micro & macro marketing - quadrimestrale di studi di marketing e comunicazione
- L'industria - trimestrale di economia e politica industriale
- Economia dei servizi - quadrimestrale su mercati, istituzioni, management
- Economia della cultura - trimestrale dell'Associazione per l'economia della cultura
- Rivista economica del Mezzogiorno - trimestrale della Svimez
- Analisi giuridica dell'economia - semestrale di studi e discussioni sul diritto dell'impresa
- Mercato concorrenza regole - quadrimestrale dedicato alla tutela della concorrenza e alla regolamentazione dei mercati
- Banca Impresa Società - quadrimestrale di studi e ricerche sul sistema finanziario e bancario
- Materiali per una storia della cultura giuridica - semestrale
- Politica del diritto - trimestrale di cultura giuridica
- Diritto pubblico - quadrimestrale
- Quaderni costituzionali - trimestrale
- Quaderni di diritto e politica ecclesiastica - quadrimestrale di dottrina, documenti e giurisprudenza
- Lavoro e diritto - trimestrale di studi giuridici sul lavoro e sulle relazioni industriali
- Rivista del diritto della sicurezza sociale - quadrimestrale
- Amministrare - quadrimestrale dell'Istituto per la scienza dell'amministrazione pubblica
- Aedon - quadrimestrale di arti e diritto on line
- le Regioni - bimestrale di analisi giuridica e istituzionale
- Rivista giuridica del Mezzogiorno - trimestrale della Svimez